# Gvozno polje
Gvozno polje je krško polje u Bosni i Hercegovini.
Nalazi se na planini Treskavici, 11 kilometara sjeverozapadno od Kalinovika. Polje je s istoka i juga okruženo krškim brežuljcima, dok se na zapadu i sjeveru isprva postupno, a zatim naglo izdižu šumoviti predjeli. U polju ponire nekoliko manjih potoka.
U južnom dijelu polja, ispod uzvišenja Gradac, nalazi se nekropola stećaka koja je 2005. proglašena nacionalnim spomenikom BiH. Sjeverozapadno od nekropole nalaze se temelji koji podsjećaju na apsidu crkve.
U jugozapadnom dijelu polja nalazi se naselje Gvozno. U polju je osim stočarstva bila razvijena i planinska zemljoradnja.